# Урбани екосистем
Урбани екосистем представља простор где ослобођено земљиште човек није искористио за формирање пољопривредних површина, него је то искористио да би подигао насеља, путеве или фабрике.
Тренутно научници развијају методе мерења и разумевање утицаја урбанизације на човека и хигијену животне средине
- Екосистем
- Људски екосистем
- Екологија у медијима
- Урбанистичко планирање
- Урбана екологија